# Steckhof
Der Steckhof war eine Siedlungsform im Schweizer Mittelland während des Mittelalters und der frühen Neuzeit. Dabei handelte es sich um einen Bauernhof oder einen kleinen Weiler, der keiner Gemeinde angehörte und weit abseits von Dörfern lag. Er war zwar nicht an den Flurzwang gebunden, besass aber weder Zugang zu einer Allmend noch einen Anteil am Wald.
Ihren Namen erhielten die Steckhöfe, weil sie mit Holzstangen ("Stecken") abgegrenzt waren. Während des 18. Jahrhunderts wurden sie entweder in selbständige Gemeinden umgewandelt oder der nächstgelegenen bestehenden Gemeinde angeschlossen.